# NGC 7840
NGC 7840 est une galaxie spirale relativement éloignée et située dans la constellation des Poissons. Sa vitesse par rapport au fond diffus cosmologique est de 10 906 ± 49 km/s, ce qui correspond à une distance de Hubble de 160,8 ± 11,3 Mpc (∼524 millions d'al). NGC 7840 a été découverte par l'astronome allemand Albert Marth en 1864.
NGC 7840 constitue la dernière entrée numérique du New General Catalogue (NGC). La base de données astronomiques Simbad considère NGC 7840 comme étant un objet céleste perdu ou inexistant.